# Square Jacques-Audiberti
Le square Jacques-Audiberti est un square du 17e arrondissement de Paris.

## Situation et accès
Situé à l'angle de l'avenue de la Porte-de-Villiers et de la rue Cino-Del-Duca, à proximité de la porte de Villiers, il s'étend sur 2 650 m2.
Cet espace vert est relié à plusieurs espaces verts séparés, situés à proximité du boulevard périphérique, entre la porte Maillot et la porte d’Asnières, par la promenade Bernard-Lafay.
Il est desservi par la ligne 3 à la station Louise Michel.

## Origine du nom
Le square porte le nom de l'écrivain Jacques Audiberti (1899-1965).

## Historique
Le square est ouvert en 1986 sous sa dénomination actuelle.